# 柬埔寨火山列表
本列表列出柬埔寨的活火山與死火山。

## 火山
| 名稱     | 海拔 | 海拔 | 位置   | 最近爆發 |
| 名稱     | 公尺 | 英尺 | 經緯度 | 最近爆發 |
| 奔犛盧姆 | -    | -    | -      | -        |